# Internationale luchthaven La Aurora
Internationale luchthaven La Aurora (Spaans: Aeropuerto Internacional La Aurora) is de belangrijkste luchthaven van Guatemala en gelegen in Guatemala-Stad. De luchthaven functioneert als hub voor ARM Aviación, Avianca Guatemala, DHL de Guatemala en TAG Airlines. Vanaf de luchthaven kan worden gevlogen naar alle Amerika’s en naar Europa.
In 2024 maakten ruim 4,9 miljoen passagiers gebruik van de luchthaven, waarmee het na de luchthavens van Panama-Stad, San José en San Salvador, de drukste luchthaven van Midden-Amerika is.

## Geschiedenis
In 1910 werden plannen gemaakt voor een vliegveld in de hoofdstad en in 1923 werden begonnen met de bouw van een luchthaven. In 1942 werd de startbaan van ongeveer 2000 meter verhard. In 1959 werd de baan met een kilometer verlengd, waardoor het eerste commerciële straalvliegtuig kon landen op de luchthaven. Dit was een Douglas DC-8 van Panavías, een dochteronderneming van het Amerikaanse Pan American World Airways. Met het groeiende vliegverkeer werd in 1966 begonnen met de bouw van een nieuwe terminal, die op 10 december 1968 geopend werd.

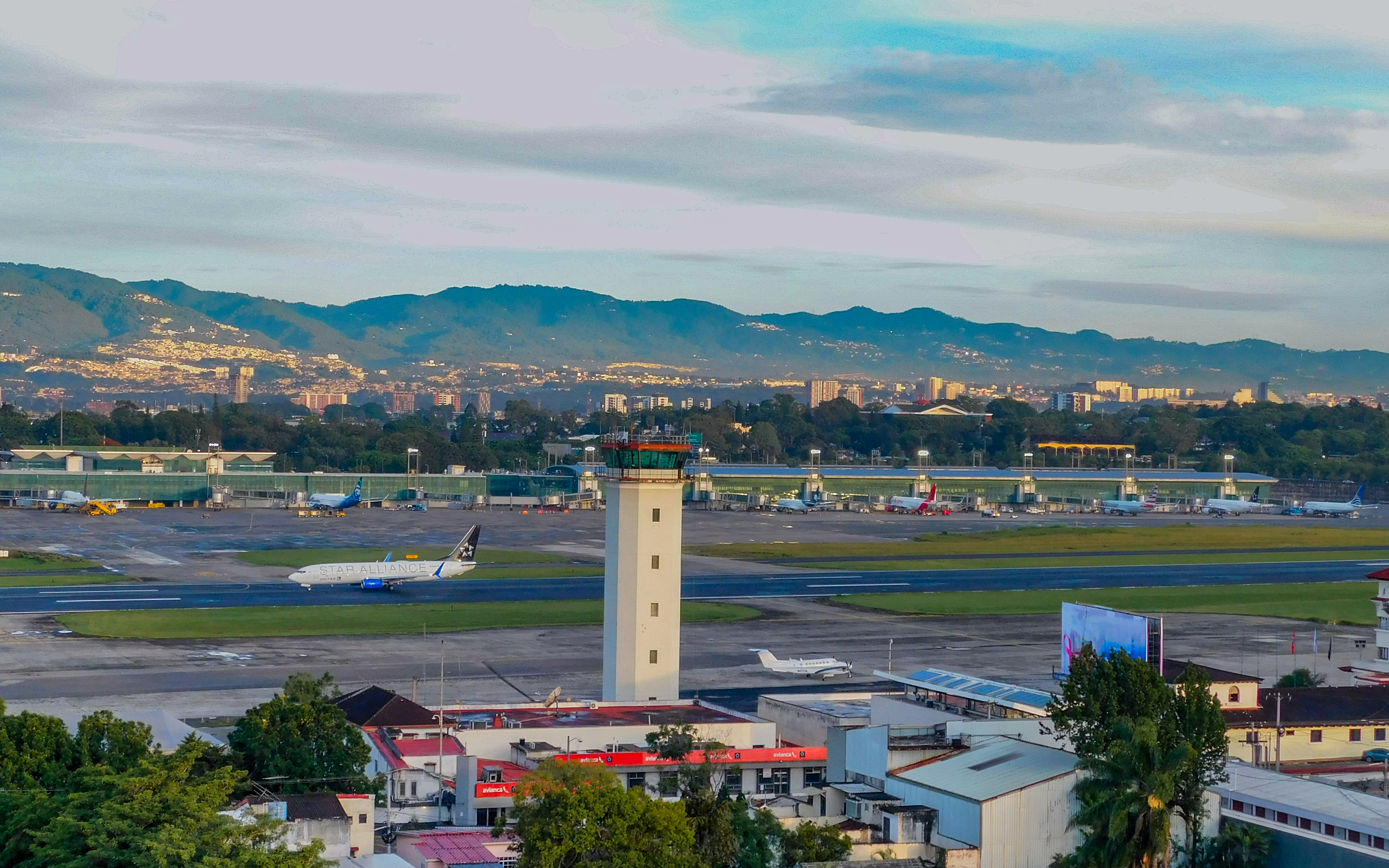
De verkeerstoren

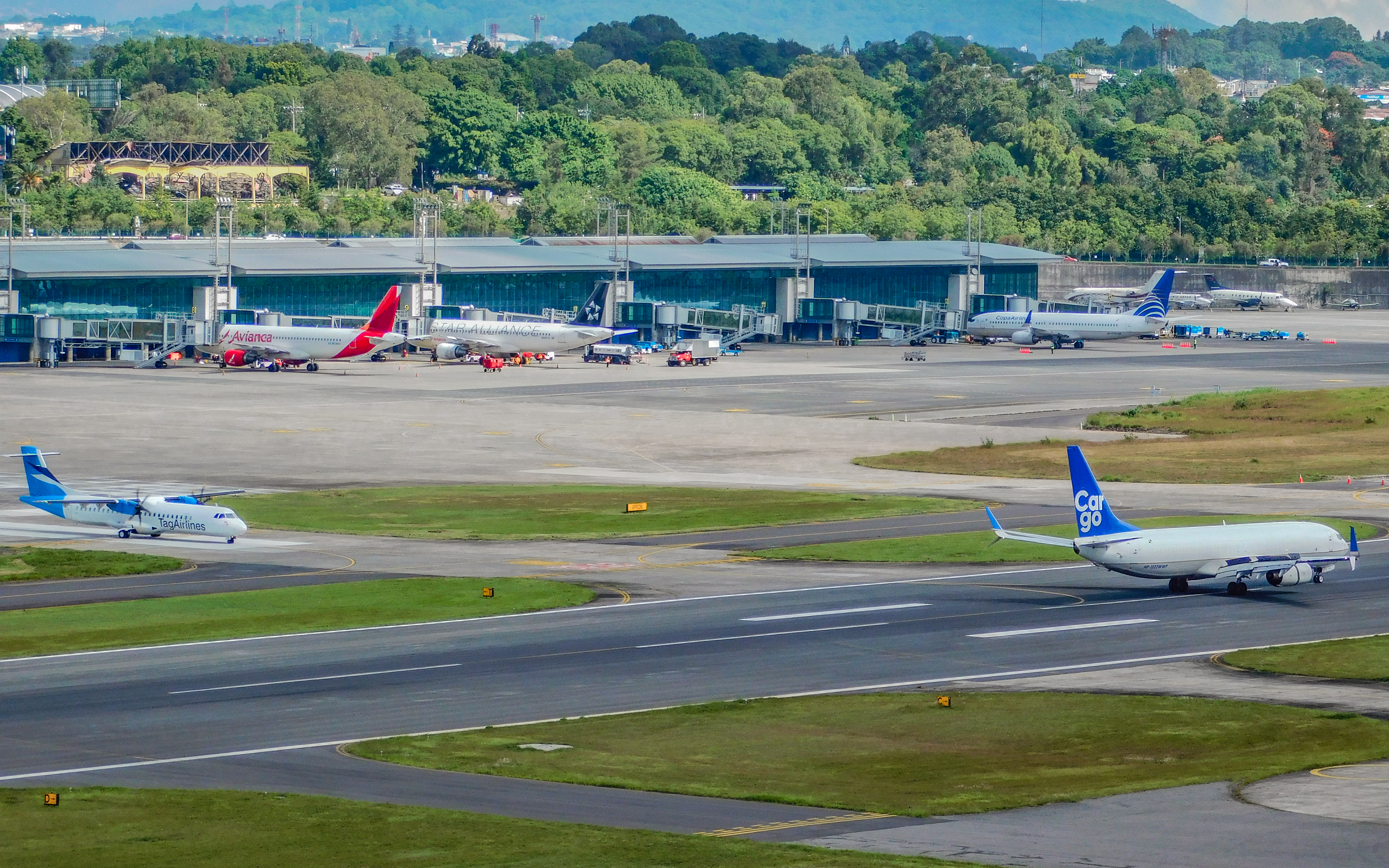
De terminal

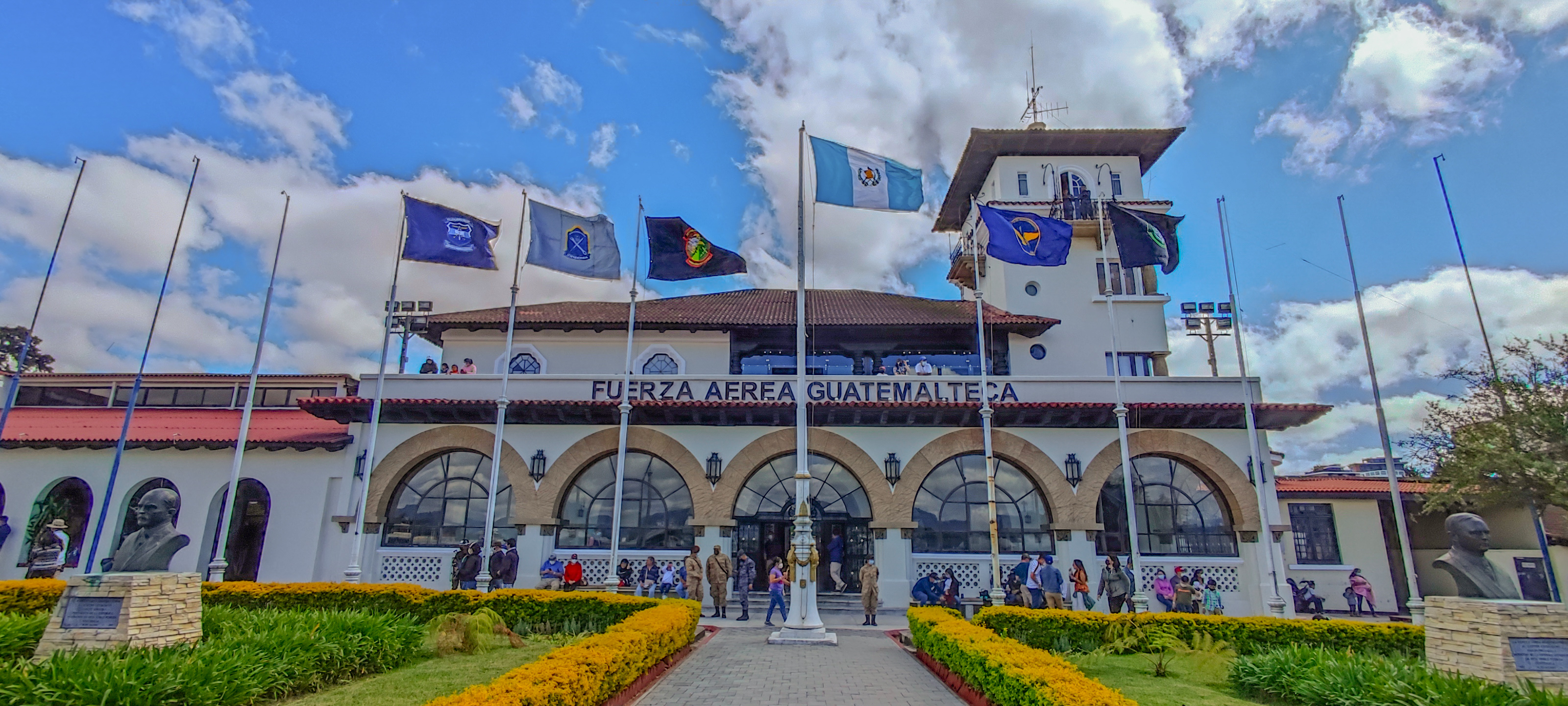
De voormalige terminal

Onder meer in juni 2018 en december 2022 sloot de luchthaven tijdelijk, vanwege vulkaanuitbarstingen van Volcán de Fuego. In 2020 sloot de luchthaven een half jaar, vanwege de coronapandemie.

## Luchtvaartmaatschappijen en bestemmingen

### Passagiers
Vanaf Internationale luchthaven La Aurora kan worden gevlogen naar de volgende bestemmingen met de volgende luchtvaartmaatschappijen (maart 2025):
| Luchtvaartmaatschappij | Bestemmingen |
| ---------------------- | --- |
| Aeroméxico             | Mexico-Stad |
| Air Transat            | Seizoensgebonden charter: Montréal                                                                                                  |
| Alaska Airlines        | Los Angeles |
| American Airlines      | Dallas, Miami Seizoensgebonden: Chicago (hervat 7 juni 2025)                                                                        |
| Arajet                 | Santo Domingo |
| ARM Aviación           | Belize City, Comayagua, Flores, Huehuetenango, Puerto Barrios, San Pedro Sula, San Salvador                                         |
| Avianca                | Bogotá |
| Avianca Costa Rica     | Cancún, Los Angeles, Miami (hervat 10 mei 2025), New York, San José, Washington D.C. Seizoensgebonden: Chicago (hervat 1 juni 2025) |
| Avianca El Salvador    | San Salvador, Los Angeles |
| Avianca Guatemala      | Bogotá, Cancún, Flores, San Salvador                                                                                                |
| CM Airlines            | San Pedro Sula |
| Copa Airlines          | Managua, Panama-Stad, San José |
| Delta Air Lines        | Atlanta, Los Angeles (eindigt 7 mei 2025)                                                                                           |
| Frontier Airlines      | Miami (hervat 5 april 2025) Seizoensgebonden: Atlanta                                                                               |
| Iberia                 | Madrid, San Salvador |
| JetBlue                | Fort Lauderdale (vanaf 30 april 2025), New York                                                                                     |
| Spirit Airlines        | Fort Lauderdale, Orlando Seizoensgebonden: Houston (hervat 5 juni 2025)                                                             |
| Sunwing Airlines       | Seizoensgebonden charter: Montréal                                                                                                  |
| TAG Airlines           | Belize City, Flores, Mérida, Puerto Barrios, Quetzaltenango, Retalhuleu, Roatán, San Pedro Sula                                     |
| United Airlines        | Houston, Los Angeles, Newark, Washington D.C. Seizoensgebonden: Chicago                                                             |
| Volaris                | Cancún, Mexico-Stad |
| Volaris Costa Rica     | Los Angeles, Mexico-Stad, San José                                                                                                  |
| Volaris El Salvador    | Cancún, San Salvador |

### Vracht
Daarnaast heeft de luchthaven vrachtverbindingen met de volgende luchthavens:
| Luchtvaartmaatschappij | Bestemmingen                                                                  |
| ---------------------- | ----------------------------------------------------------------------------- |
| AeroUnion              | Los Angeles, Miami                                                            |
| Avianca Cargo          | Medellín, Miami, San José, San Salvador                                       |
| Cargojet               | Mexico-Stad, Miami, San Pedro Sula                                            |
| Copa Cargo             | Managua, Panama-Stad, San José, San Salvador                                  |
| DHL Aero Expreso       | Mexico-Stad, Miami, Panama-Stad, San José, San Salvador                       |
| DHL de Guatemala       | Mexico-Stad, Panama-Stad, San José, San Pedro Sula, San Salvador, Tegucigalpa |
| FedEx Express          | Miami, San Pedro Sula                                                         |
| LATAM Cargo Chile      | Miami, San José                                                               |
| LATAM Cargo Colombia   | Los Angeles, Miami, San José                                                  |
| UPS Airlines           | Miami                                                                         |

## Statistieken

### Drukste bestemmingen
| Positie | Stad                              | Passagiers | Luchtvaartmaatschappijen                                                           |
| ------- | --------------------------------- | ---------- | ---------------------------------------------------------------------------------- |
| 1       | Los Angeles, Verenigde Staten     | 501.337    | Alaska, Avianca Costa Rica, Avianca El Salvador, Delta, United, Volaris Costa Rica |
| 2       | San José, Costa Rica              | 441.644    | Avianca Costa Rica, Copa, Volaris Costa Rica                                       |
| 3       | Panama-Stad, Panama               | 416.332    | Copa                                                                               |
| 4       | Mexico-Stad, Mexico               | 413.048    | Aeroméxico, Volaris Costa Rica, Volaris                                            |
| 5       | San Salvador, El Salvador         | 369.043    | ARM Aviación, Avianca El Salvador, Avianca Guatemala, Volaris El Salvador          |
| 6       | Houston, Verenigde Staten         | 361.082    | Spirit, United                                                                     |
| 7       | Miami, Verenigde Staten           | 357.842    | American, Frontier, Spirit                                                         |
| 8       | Flores, Guatemala                 | 350.797    | ARM Aviación, Avianca Guatemala, TAG                                               |
| 9       | Fort Lauderdale, Verenigde Staten | 188.996    | Spirit                                                                             |
| 10      | New York, Verenigde Staten        | 185.874    | Avianca Costa Rica, JetBlue                                                        |

### Marktaandeel luchtvaartmaatschappijen
Het marktaandeel van luchtvaartmaatschappijen op de luchthaven is als volgt verdeeld:
| Positie | Luchtvaartmaatschappij                       | Passagiers | Marktaandeel |
| ------- | -------------------------------------------- | ---------- | ------------ |
| 1       | Avianca (Costa Rica, El Salvador, Guatemala) | 1.288.862  | 26,20%       |
| 2       | United Airlines                              | 591.521    | 12,02%       |
| 3       | Copa Airlines                                | 537.130    | 10,92%       |
| 4       | American Airlines                            | 526.126    | 10,69%       |
| 5       | Volaris (Costa Rica, El Salvador)            | 445.505    | 9,06%        |
| 6       | Overig                                       | 1.530.706  | 31,11%       |

### Passagiersaantallen
| Jaar | Passagiers | Jaar | Passagiers | Jaar | Passagiers |
| ---- | ---------- | ---- | ---------- | ---- | ---------- |
| 2009 | 1.948.662  | 2015 | 2.323.360  | 2021 | 2.127.335  |
| 2010 | 2.012.711  | 2016 | 2.579.123  | 2022 | 3.245.698  |
| 2011 | 2.012.711  | 2017 | 2.762.582  | 2023 | 4.346.333  |
| 2012 | 2.070.418  | 2018 | 2.762.582  | 2024 | 4.919.850  |
| 2013 | 2.107.670  | 2019 | 3.034.546  |      |            |
| 2014 | 2.216.915  | 2020 | 841.173    |      |            |

## Incidenten en ongevallen
- Op 6 april 1993 raakte een Boeing 767-200ER die TACA Airlines-vlucht 510 uitvoerde van de baan.[13] De landingsbaan was nat en de piloot zette het toestel te laat aan de grond.[14] Drie mensen op de grond raakten gewond en het toestel werd afgeschreven.
- Op 28 april 1995 raakte een Douglas DC-8 geleased door Million Air van de baan en botste op meerdere huizen.[15] Zes mensen op de grond kwamen om het leven.
- Op 21 december 1999 raakte Cubana de Aviación-vlucht 1216 van de baan.[16] De Douglas DC-10-30 kwam terecht op meerdere huizen. Twee mensen op de grond en zestien van de 314 inzittenden kwamen om.[17]
- Op 13 januari 2025 kwamen een Airbus A320neo van Avianca Costa Rica en een Boeing 737-800 van Copa Airlines gevaarlijk dicht bij elkaar tijdens het landen en opstijgen.[18] De luchtverkeersleiding wist een botsing te voorkomen.[19]